# Cathedra (revue)
Pour les articles homonymes, voir Catedra.
Catedra (de l’hébreu קָתֶדְרָה לתולדות ארץ ישראל ויישובה Chaire pour l’histoire d’Eretz Israël et de sa population) est une revue en hébreu consacrée à l’histoire de la Palestine. Elle est éditée quatre fois par an par l'Institut pour la recherche sur la Terre d’Israël du Yad Ben-Zvi. Il traite de sujets sur l’histoire,  l’archéologie, la géographie, l’économie, la culture et  l’art.